# Ибури
И́бури (яп. 胆振支庁 Ибури-ситё:) — округ в составе губернаторства Хоккайдо (Япония). На октябрь 2005 года население округа составляло 426 639 человек. Официальная площадь округа — 3698 км².
Через округ протекает река Сирибэцу.

## История
- 1897 год, создан округ Муроран
- 1922 год, округ Муроран переименован в округ Ибури

## Состав округа

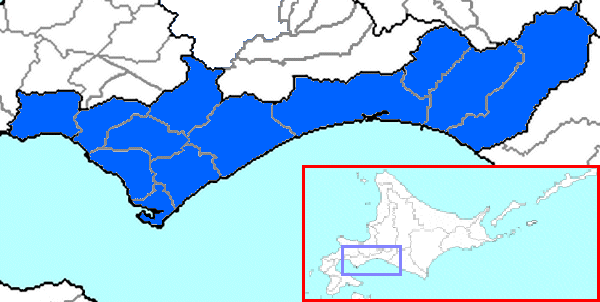
Округ Ибури

### Города
- Дате
- Муроран (административный центр округа)
- Ноборибецу
- Томакомай

### Города и деревни уездов
- Абута
  - Тоёура
  - Тояко
- Сираои
  - Сираои
- Усу
  - Собецу
- Юфуцу
  - Абира
  - Ацума
  - Мукава